# Usa (Ōita)
Usa (japanisch 宇佐市, Usa-shi) ist eine Stadt in der Präfektur Ōita in Japan.

## Geographie
Usa liegt südöstlich von Kitakyūshū und Nakatsu und nordwestlich von Ōita und Beppu.

## Geschichte
Usa erhielt am 1. April 1967 das Stadtrecht. Am 31. März 2005 wurde der Landkreis Usa aufgelöst und in die Stadt Usa eingemeindet.

## Wirtschaft
Zu den landwirtschaftlichen Produkten gehören Reis, Gemüse und Mandarinen. Industrielle Produkte sind Maschinen, Textilien und nahrungsverarbeitende Maschinen.

## Sehenswürdigkeiten

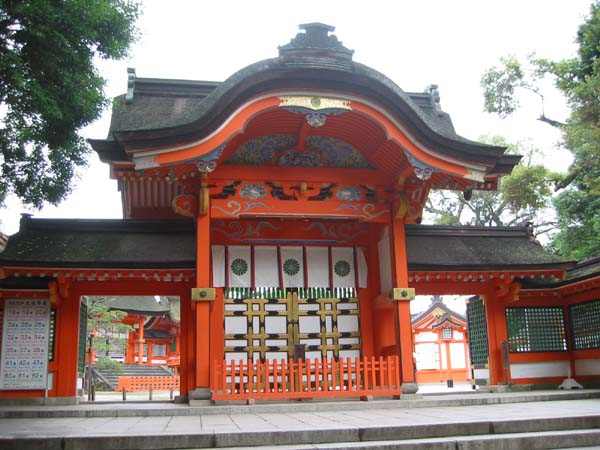
Usa-jingū

Der Hachiman geweihte Shintō-Schrein Usa-jingū (宇佐神宮) wurde im Jahre 725 errichtet. Er ist der wichtigste unter den Hachiman-Schreinen in Japan.
In der 2005 eingemeindete Stadt Ajimu liegt der Higashi-Shiiya-Wasserfall, kurz hinter der heutigen Stadtgrenze zum Landkreis Kusu der Nishi-Shiiya-Wasserfall.

## Verkehr
- Straßen:
  - Nationalstraße 10: nach Kagoshima oder Kitakyūshū
- Zug:
  - JR Nippō-Hauptlinie: nach Kokura oder Kagoshima

## Söhne und Töchter der Stadt
- Tomoki Iwata (* 1997), Fußballspieler
- Ken Matsubara (* 1993), Fußballspieler
- Futabayama Sadaji (1912–1968), Sumōringer
- Ueda Shunkichi (1890–1960), Politiker

## Angrenzende Städte und Gemeinden
- Beppu
- Nakatsu
- Bungotakada
- Yufu
- Kusu
- Hiji